# Kanton Marcillac-Vallon
Der Kanton Marcillac-Vallon war bis 2015 ein französischer Wahlkreis im Département Aveyron in der Region Midi-Pyrénées. Er umfasste zehn Gemeinden im Arrondissement Rodez; sein Hauptort (frz.: chef-lieu) war Marcillac-Vallon. Die landesweiten Änderungen in der Zusammensetzung der Kantone brachten im März 2015 seine Auflösung. Vertreterin im conseil général des Départements war zuletzt Anne Gaben-Toutant.

## Gemeinden
| Gemeinde                | Einwohner Jahr | Fläche km² | Bevölkerungsdichte | Code INSEE | Postleitzahl |
| ----------------------- | -------------- | ---------- | ------------------ | ---------- | ------------ |
| Balsac                  | 616 (2013)     | 15,6       | 39 Einw./km²       | 12020      | 12510        |
| Clairvaux-d’Aveyron     | 1.156 (2013)   | 25,1       | 46 Einw./km²       | 12066      | 12330        |
| Marcillac-Vallon        | 1.671 (2013)   | 14,6       | 114 Einw./km²      | 12138      | 12330        |
| Mouret                  | 518 (2013)     | 31,6       | 16 Einw./km²       | 12161      | 12330        |
| Muret-le-Château        | 342 (2013)     | 15,0       | 23 Einw./km²       | 12165      | 12330        |
| Nauviale                | 520 (2013)     | 26,2       | 20 Einw./km²       | 12171      | 12330        |
| Pruines                 | 308 (2013)     | 18,9       | 16 Einw./km²       | 12193      | 12320        |
| Saint-Christophe-Vallon | 1.129 (2013)   | 23,2       | 49 Einw./km²       | 12215      | 12330        |
| Salles-la-Source        | 2.168 (2013)   | 78,0       | 28 Einw./km²       | 12254      | 12330        |
| Valady                  | 1.532 (2013)   | 15,5       | 99 Einw./km²       | 12288      | 12330        |